# Mistrzostwa Świata w Biathlonie 2025 – pojedyncza sztafeta mieszana
Pojedyncza sztafeta mieszana na Mistrzostwach Świata w Biathlonie 2025 odbyła się 20 lutego w Lenzerheide. Była to ósma konkurencja podczas tych mistrzostw. Wystartowało w niej 27 reprezentacji, z których 4 zostały zdublowane. Mistrzami świata zostali Francuzi, srebro zdobyli Norwegowie, a trzecie miejsce zajęli Niemcy.
Polacy zajęli 13. miejsce.

## Wyniki
| Miejsce | Nr | Reprezentacja                                                                                          | Czas                                 | Kary (L+S)                               | Strata  |
| ------- | -- | --- | ------------------------------------ | ---------------------------------------- | ------- |
| 01 !    | 1  | Francja · Julia Simon · Quentin Fillon Maillet · Julia Simon · Quentin Fillon Maillet                  | 35:25,1 8:34,4 7:47,2 8:36,9 10:26,6 | 0+3 0+4 0+0 0+0 0+2 0+1 0+1 0+2 0+0 0+1  |         |
| 02 !    | 8  | Norwegia · Ragnhild Femsteinevik · Johannes Thingnes Bø · Ragnhild Femsteinevik · Johannes Thingnes Bø | 35:30,8 9:06,1 7:23,9 8:44,9 10:15,9 | 0+7 0+8 0+3 0+2 0+1 0+2 0+2 0+1 0+1 0+3  | +5,7    |
| 03 !    | 2  | Niemcy · Franziska Preuß · Justus Strelow · Franziska Preuß · Justus Strelow                           | 35:33,4 8:56,5 7:22,9 8:33,2 10:40,8 | 0+1 0+3 0+0 0+2 0+1 0+0 0+0 0+0 0+0 0+1  | +8,3    |
| 4       | 6  | Szwajcaria · Amy Baserga · Niklas Hartweg · Amy Baserga · Niklas Hartweg                               | 35:37,8 8:57,4 7:13,7 9:07,7 10:19,0 | 0+5 0+5 0+2 0+1 0+0 0+0 0+2 0+2 0+1 0+2  | +12,7   |
| 5       | 4  | Szwecja · Ella Halvarsson · Sebastian Samuelsson · Ella Halvarsson · Sebastian Samuelsson              | 35:38,6 8:56,2 7:40,1 8:35,7 10:26,6 | 0+2 0+5 0+0 0+1 0+1 0+2 0+0 0+0 0+1 0+2  | +13,5   |
| 6       | 7  | Słowenia · Lena Repinc · Jakov Fak · Lena Repinc · Jakov Fak                                           | 35:43,8 8:45,7 7:39,8 8:49,6 10:28,7 | 0+8 0+0 0+1 0+0 0+3 0+0 0+2 0+0          | +18,7   |
| 7       | 17 | Włochy · Dorothea Wierer · Tommaso Giacomel · Dorothea Wierer · Tommaso Giacomel                       | 35:57,7 8:53,3 7:33,5 9:10,8 10:20,1 | 0+4 0+2 0+1 0+0 0+2 0+2 0+0 0+0          | +32,6   |
| 8       | 5  | Austria · Lisa Theresa Hauser · Simon Eder · Lisa Theresa Hauser · Simon Eder                          | 36:05,3 8:50,1 7:31,4 9:03,6 10:40,2 | 0+1 1+5 0+1 0+2 0+0 0+0 0+0 1+3 0+0 0+0  | +40,2   |
| 9       | 12 | Łotwa · Baiba Bendika · Andrejs Rastorgujevs · Baiba Bendika · Andrejs Rastorgujevs                    | 36:12,7 8:44,5 7:51,4 8:48,1 10:48,7 | 0+1 0+6 0+1 0+0 0+0 0+2                  | +47,6   |
| 10      | 3  | Finlandia · Suvi Minkkinen · Tero Seppälä · Suvi Minkkinen · Tero Seppälä                              | 36:21,7 8:42,0 8:10,4 8:32,1 10:57,2 | 0+6 0+4 0+2 0+0 0+3 0+1 0+1 0+1 0+0 0+2  | +56,6   |
| 11      | 15 | Bułgaria · Walentina Dimitrowa · Błagoj Todew · Walentina Dimitrowa · Błagoj Todew                     | 36:29,1 8:59,4 7:39,4 8:54,1 10:56,2 | 0+3 0+4 0+1 0+2 0+1 0+1 0+0 0+1 0+1 0+0  | +1:04,0 |
| 12      | 14 | Mołdawia · Alina Striemous · Maksim Makarow · Alina Striemous · Maksim Makarow                         | 36:33,8 9:03,8 7:48,0 9:07,2 10:34,8 | 0+4 0+4 0+2 0+1 0+0 0+2 0+2 0+1 0+0 0+0  | +1:08,7 |
| 13      | 21 | Belgia · Lotte Lie · Florent Claude · Lotte Lie · Florent Claude                                       | 36:45,1 9:06,9 7:37,9 9:02,1 10:58,2 | 0+1 0+6 0+0 0+3 0+0 0+0 0+1 0+1 0+0 0+2  | +1:20,0 |
| 14      | 11 | Czechy · Tereza Voborníková · Vítězslav Hornig · Tereza Voborníková · Vítězslav Hornig                 | 36:53,6 8:46,1 8:19,9 8:47,3 11:00,3 | 1+3 0+5 0+0 0+0 1+3 0+1 0+0 0+1 0+0 0+3  | +1:28,5 |
| 15      | 9  | Estonia · Regina Ermits · Rene Zahkna · Regina Ermits · Rene Zahkna                                    | 37:06,8 9:01,4 7:30,1 9:19,3 11:16,0 | 1+10 0+5 0+3 0+1 0+1 0+1 0+3 0+3 1+3 0+0 | +1:41,7 |
| 16      | 13 | Stany Zjednoczone · Deedra Irwin · Campbell Wright · Deedra Irwin · Campbell Wright                    | 37:07,5 9:25,2 7:30,6 9:26,5 10:45,2 | 0+3 0+6 0+0 2+3 0+1 0+0 0+1 1+3 0+1 0+0  | +1:42,4 |
| 17      | 16 | Polska · Joanna Jakieła · Marcin Zawół · Joanna Jakieła · Marcin Zawół                                 | 37:17,6 8:58,5 7:51,2 8:48,1 11:39,8 | 0+0 0+4 0+0 0+2 0+0 0+0 0+0 0+1          | +1:52,5 |
| 18      | 22 | Kanada · Emma Lunder · Adam Runnalls · Emma Lunder · Adam Runnalls                                     | 37:24,0 9:05,4 7:56,8 9:17,7 11:04,1 | 0+4 0+4 0+1 0+1 0+2 0+2 0+0 0+1 0+1 0+0  | +1:58,9 |
| 19      | 18 | Rumunia · Anastasija Tołmaczewa · George Colțea · Anastasija Tołmaczewa · George Colțea                | 37:25,5 8:52,7 8:07,3 8:52,0 11:33,5 | 0+2 1+5 0+1 0+0 0+1 0+2 0+0 0+0 0+0 1+3  | +2:00,4 |
| 20      | 10 | Ukraina · Julija Dżima · Anton Dudczenko · Julija Dżima · Anton Dudczenko                              | 37:55,6 9:19,4 7:54,2 9:20,0 11:22,0 | 0+0 0+4 0+0 0+1 0+0 0+2 0+0 0+0          | +2:30,5 |
| 21      | 20 | Słowacja · Mária Remeňová · Jakub Borguľa · Mária Remeňová · Jakub Borguľa                             | 38:36,0 8:59,7 8:24,2 9:43,0 11:29,1 | 1+7 0+9 0+0 0+1 1+3 0+2 0+2 0+3          | +3:10,9 |
| 22      | 19 | Litwa · Lidia Žurauskaitė · Nikita Čigak · Lidia Žurauskaitė · Nikita Čigak                            | 38:37,8 9:48,5 7:44,5 9:33,2 11:31,6 | 0+5 0+6 0+3 0+2 0+0 0+0 0+0 0+2 0+2 0+2  | +3:12,7 |
| 23      | 27 | Grenlandia · Ukaleq Astri Slettemark · Sondre Slettemark · Ukaleq Astri Slettemark · Sondre Slettemark | 39:02,3 9:25,6 8:17,6 9:28,5 11:50,6 | 1+7 0+1 0+1 0+0 0+2 0+1 0+1 0+0 1+3 0+0  | +3:37,2 |
| 24      | 23 | Kazachstan · Arina Kriukowa · Wadim Kurales · Arina Kriukowa · Wadim Kurales                           | LAP 9:47,4 7:50,0 10:11,8            | 0+4 0+2 0+1 0+1 0+0 0+1 0+3 0+0          | —       |
| 25      | 24 | Chorwacja · Anika Kožica · Krešimir Crnković · Anika Kožica · Krešimir Crnković                        | LAP 9:48,6 8:54,0                    | 0+3 0+7 0+1 0+1 0+2 0+3 0+0 0+3          | —       |
| 26      | 26 | Wielka Brytania · Shawna Pendry · Marcus Bolin Webb · Shawna Pendry · Marcus Bolin Webb                | LAP 10:06,3 8:58,3                   | 0+5 0+6 0+2 0+2 0+2 0+3 0+1 0+1          | —       |
| 27      | 25 | Australia · Darcie Morton · Phoenix Sparke · Darcie Morton · Phoenix Sparke                            | LAP 10:07,8 9:59,0                   | 3+4 4+6 0+1 2+3 3+3 2+3                  | —       |